# Samsung Galaxy Young
A Samsung S6310 (Galaxy Young) egy belépőszintű okostelefon.
Egy 3,27 hüvelykes TFT-LCD kijelzőt, egy Qualcomm Snapdragon S1 1 GHz-es processzort, egy Adreno 200 GPU-t, 768 MB RAM-ot, 4 GB tárhelyet, 1300 mAh kapacitású akkumulátort kapott. microSD kártyával bővíthető max 64 GB-ig. A hátlapi kamera 3,2 megapixeles, előlapi kamera nincs. A telefonon Android rendszer fut. Van egy SIM-kártyás (S6310) és kétkártyás (S6312).

## Forrás
- Samsung S6310 Galaxy Young a Telefonguru oldalán